# Peak Downs Highway
Der Peak Downs Highway ist eine Fernverkehrsstraße in Queensland, Australien. Er hat eine Länge von 264 km und verläuft in Nordost-Südwest-Richtung von Mackay an der Ostküste Australiens bis zur  Gregory Developmental Road nördlich von Clermont. Damit verbindet er die Whitsunday-Küste mit dem mittleren Westen Queenslands.
Der Highway ist als besonders gefährlich verschrien, weil auf ihm der gesamte Frachtverkehr zwischen der Hafenstadt Mackay und den Kohlebergwerken des Bowen-Basins abgewickelt wird. Häufig trifft man auf Schwertransporte von Baufahrzeugen, Bulldozern oder Reifen.
Der höchste Punkt im Verlauf des Highways liegt auf 411 m, der niedrigste auf 13 m.